# Goudlokje-principe

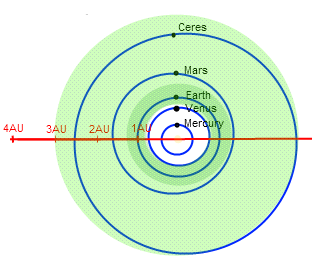
De bewoonbare zone van het zonnestelsel met donkergroen een conservatieve schatting en lichtgroen een ruimere schatting van het gebied waarin de juiste omstandigheden heersen voor leven.

Het Goudlokje-principe is de gevoeligheid van een systeem voor de juiste omstandigheden om zichzelf in stand te houden. Complexe systemen die alleen binnen bepaalde grenzen in evenwicht zijn, komen voor binnen vele verschillende disciplines als astronomie, astrobiologie, biologie, economie, marketing, techniek en psychologie. De naam van het principe is gebaseerd op het sprookje Goudlokje, waarin de pap niet te warm of te koud mag zijn.
Een belangrijk element in veel dynamische systemen is de interactie van de verschillende onderdelen. Hierbij kan binnen een bepaalde bandbreedte zelforganisatie optreden, waarbij structuren ontstaan in een chaotisch systeem, waardoor het systeem beter in staat is om controle te houden over de omgeving. Aan de rand van de chaos is er voldoende vrijheid binnen het systeem om zichzelf aan te passen aan veranderingen, maar niet zoveel vrijheid dat het systeem uiteenvalt in chaos. De ideale omstandigheden in de ontstaans- of opstartfase hoeven overigens niet gelijk te zijn aan die periode daarna.
Een voorbeeld uit de astrobiologie is de bewoonbare zone, het gebied binnen een planetenstelsel dat zich op een dusdanige afstand van de ster bevindt dat er leven mogelijk is. De belangrijkste factor hierbij is dat de temperatuur dusdanig is dat water niet bevriest of verdampt.
Zo geldt voor een Goudlokje-economie ook dat deze niet te veel verhit of onderkoeld raakt, dat wil zeggen, een gematigde groei met lage inflatie. Regulering is hierbij een belangrijk element. Te weinig regulering kan uitbuiting en excessen tot gevolg hebben, terwijl te veel regulering innovatie en ondernemen onmogelijk kunnen maken.